# Golpe de Estado nas Comores em 1978
O golpe de Estado de 1978 nas Comores foi perpetrado em 13 de maio de 1978 por mercenários franceses liderados por Robert Denard (também conhecido como "Bob" Denard). O golpe levou à deposição do presidente Ali Soilih, no poder desde 1976, e ao estabelecimento da República Federal Islâmica das Comores (RFIC), que foi substituída em 2001 pela União das Comores.
Este evento foi nomeado  de "Operação Atlantis" por Denard, que adquire, com a ajuda de Pierre Guillaume, a embarcação Antinea para realizar o putsch. Sua equipe, formada por cerca de cinquenta mercenários, embarcou em Lorient (Bretanha) para ir secretamente a Moroni, capital comoriana, acobertada por uma empresa de pesquisas sísmicas e geofísicas para ir até a Terra do Fogo (América do Sul). Na manhã de 13 de maio de 1978, os mercenários desembarcaram na praia de Itsandra Mdjini, tomaram o controle de Moroni em quatro horas e prenderam Ali Soilih, que foi assassinado duas semanas após sua prisão.